# NGC 2107
NGC 2107 ist ein offener Sternhaufen im Sternbild Tafelberg. Der Sternhaufen wurde am 9. Februar 1836 von dem Astronomen John Herschel mit einem 48-cm-Teleskop entdeckt; die Entdeckung wurde später im New General Catalogue verzeichnet.